# Stachidrina
La stachidrina è un alcaloide presente nelle foglie della betonica comune e nei semi dell'erba medica. È generalmente isolata come cloridrato.